# Голос громади (Умань)
Радіо «Голос громади» — українська громадсько-політична та інформаційна радіостанція, регіональний партнер «UA: Українське радіо». FM-мережа покриває місто Умань та прилеглі райони Черкаської, Вінницької та Кіровоградської областей.

## Історія
Створена 14 листопада 2017 року як комунальна радіостанція Уманської районної ради, що стала єдиною комунальною радіостанцією у місті Умань.
27 грудня 2017 року Національна рада України з питань телебачення і радіомовлення оголосила радіостанцію «Голос громади» переможцем конкурсу та видала ліцензію на цілодобове мовлення з використанням частоти 101,0 МГц з ретранслятора Уманської РТС ЧФКРРТ у селі Полянецькому.
На початку 2019 року розпочато трансляцію сигналу УР-1 Суспільного радіо та КЗ РР «Голос громади» у тестовому режимі. 27 лютого того ж року радіостанція пройшла перевірку Національної ради України з питань телебачення та радіомовлення щодо виконання умов Ліцензії Нацради.

## Програма
Протягом 20-ти годин (з 9:00 до 18:00 та з 20:00 до 7:00) в ефірі радіостанції транслюються програми радіостанцій UA: Українське радіо та UA: Українське радіо. Рось. Власне мовлення здійснюється з 07:00 до 09:00 та з 18:00 до 20:00.

## Покриття
В FM-діапазоні ефір станції покриває території міста Умань, Уманського, Христинівського, Маньківського та Жашківського районів Черкаської області, Новоархангельського району Кіровоградської області та Теплицького району Вінницької області.

## Частота мовлення
- Умань — 101.0 FM[11].